# ウィンキーソフト
株式会社ウィンキーソフト（Winkysoft）は、大阪府吹田市豊津町に所在していたコンピュータゲーム開発会社である。1983年1月創業、2016年2月破産手続開始。

## 歴史
当初はパーソナルコンピュータ用ソフトを自社開発、販売していたが、ファミリーコンピュータ登場以降はゲームソフトの開発元として参入する。1991年4月20日に代表作『スーパーロボット大戦』を開発した。以降、スーパーロボット大戦シリーズ本編では『スーパーロボット大戦コンプリートボックス』、関連作では『リアルロボット戦線』までシリーズおよび関連作と深く関わっており、その間に作られた設定などは後のシリーズでも何らかの形で残っていた。
また、『第2次スーパーロボット大戦』での開発経緯から登場した架空作品『魔装機神サイバスター』は、シリーズの続編の制作を経て設定が練られ、『スーパーロボット大戦外伝 魔装機神 THE LORD OF ELEMENTAL』として単独作品化された。なお、ウィンキーソフトがスーパーロボット大戦シリーズに関わらなくなってしまって以降も、同作はキャラクターライブラリに原作作品として記載されていた。その後2010年発売のリメイク作品『スーパーロボット大戦OGサーガ 魔装機神 THE LORD OF ELEMENTAL』で、『コンプリートボックス』以来約11年振りにスーパーロボット大戦の開発に参加している。
またスーパーロボット大戦シリーズに関与していなかった期間には、魔装機神の設定を流用して作られた『聖霊機ライブレード』を自社開発および販売、また主にコナミが販売するソフトの開発元として携わっていた。
上述の通り2010年からは再び魔装機神シリーズに開発に携わり、2014年発売の『スーパーロボット大戦OGサーガ 魔装機神F COFFIN OF THE END』で18年越しのシリーズ完結を果たす。その一方で2013年リリースのブラウザゲーム『ブレイブストーン』などブラウザゲームならびにスマートフォンゲームも精力的に開発していたが、2015年8月24日に楽天アプリ市場でリリースした『バンパイアカフェ』が最後の作品となった。2015年11月10日、資金繰りの悪化により事業を停止し、2016年2月5日に大阪地方裁判所から破産手続開始決定を受け、同年11月16日に法人格が消滅した。破産後の一部の知的財産権はD4エンタープライズが引き継いでいる。

## おもな開発ソフト
- ウィンブルドン ゴールデンテニス（1984年）※デビュー作
- タッチダウン（1984年）
- テニスフリーク（1985年）
- アークスロード（1985年）
- ロストパワー（1986年）
- ルーイン（1987年）
- あかんべドラゴン（1988年）
- オルテウス（1991年）
- マイライフマイラブ ぼくの夢わたしの願いボクノユメワタシノネガイ（1991年）
- ヒーロー戦記 プロジェクト オリュンポス（1992年）
- ぷよぷよ（GB版）（1994年）
- バトルロボット烈伝（1995年）
- リアルロボット戦線（1999年）
- 聖霊機ライブレード（2000年）
- Z.O.E 2173 TESTAMENT（2001年）
- 新世紀勇者大戦（2005年）
- ドクターロートレックと忘却の騎士団（2011年）
- ブレイブストーン（2013年）
- HappyRestaurant（2013年）
- RUSH MONEY（2014年）
- バンパイアカフェ（2015年）
- キャラクターゲーム
  - 天地を喰らう -魔界三国志-（1988年）
  - ジョジョの奇妙な冒険（1993年）
  - 超時空要塞マクロス スクランブルバルキリー（1993年）
  - はめパネ 東京ミュウミュウ（2002年）
  - 東京ミュウミュウ 登場 新ミュウミュウ! みんないっしょにご奉仕するにゃん♥（2002年）
  - ゲゲゲの鬼太郎 異聞妖怪奇譚（2003年）
  - サンデー&マガジン WHITE COMIC（2009年）
- スーパーロボット大戦シリーズ
  - スーパーロボット大戦（1991年）
  - 第2次スーパーロボット大戦（1991年）
  - 第3次スーパーロボット大戦（1993年）
  - スーパーロボット大戦EX（1994年）
  - 第4次スーパーロボット大戦（1995年）
  - 第2次スーパーロボット大戦G（1995年）
  - 第4次スーパーロボット大戦S（1996年）
  - スーパーロボット大戦外伝 魔装機神 THE LORD OF ELEMENTAL（1996年）
  - 新スーパーロボット大戦（1996年）
  - 新スーパーロボット大戦スペシャルディスク（1997年）
  - スーパーロボット大戦F（1997年）
  - スーパーロボット大戦F完結編（1998年）
  - 全スーパーロボット大戦 電視大百科（1998年）
  - スーパーロボット大戦コンプリートボックス（1999年）
  - スーパーロボット大戦OGサーガ 魔装機神 THE LORD OF ELEMENTAL（2010年）
  - スーパーロボット大戦OGサーガ 魔装機神II REVELATION OF EVIL GOD（2012年）
  - スーパーロボット大戦OGサーガ 魔装機神III PRIDE OF JUSTICE（2013年）
  - スーパーロボット大戦OGサーガ 魔装機神F COFFIN OF THE END（2014年）
  - 第2次スーパーロボット大戦（3DS版）（2015年）